# Јалу Курек
Јалу Курек (пољ. Jalu Kurek; Краков, 29. фебруар 1904 — Рапка-Здрој, 10. новембар 1983) је био пољски песник, прозни писац и критичар. Сматрају га једним од представника такозване краковске аванграде.
Курек потиче из пролетерске породице. Студирао је романистику. Између 1924. и 1925. је боравио у Италији. Познавао је Филипа Маринетија, због чега је у почетку био близак футуризму. Сарађивао је с Пајперовим часописима „Скретница“ и „Линија“. Бавио се књижевном и филмском критиком. Написао је више авангардних романа. У поезији је поред урбане тематике обрађивао и руралну, посебно Татре и природу. Због полемичког тона, био је веома популаран.

## Објављена дела
Најзначајније Курекове збирке песама су: „Јара“, „Певања о Пољској“, „Уста упомоћ“, „Мохигангас“, „Дрво бола“, „Разгледнице“.
Романи: „Ко је био Анџеј Паник“, „Грип хара у Направи“, „Изнад вода“, „Јаношик“, „Испод превоја“.
Фељтони, есеји, сећања: „Мислима тесно“, „Књига Татра“, „Мој Краков“.